# 喬·布魯克斯
喬·布魯克斯（英語：Joe Brooks，1987年5月18日 - ），原名約瑟·大衛·坦科克（英語：Joseph David Tancock）是一位英國歌手和詞曲作者。布魯克斯在17歲時開始成為Myspace的音樂家，並在發布兩張獨立EP的同時在網站上迅速走紅。直到2008年，他在Myspace上被大肆宣傳並被貼上“未簽名英國排名第一的藝術家”的標籤，並積累了1100萬首歌曲播放量。2009年，他簽約傑森·弗洛姆的Lava唱片和Universal Republic唱片，並於2010年在那裡發行了他的第一張全長和主要標籤專輯《Constellation Me》。在2011年退出 Lava和Universal唱片之後，他於同年晚些時候發行了一張由粉絲資助的獨立EP 《A Reason to Swim》。

## 早年生活
喬·布魯克斯於1987年5月18日出生於英國南安普頓。他是一名卡車運輸企業主的兒子，也是一名小學教師。他有一個姐姐和一個弟弟。他在南安普頓雪利長大，在那裡他就讀於華茲華斯和聖馬克學校。 他小時候主要專注於體育運動，四歲時開始打網球，並在接下來的十二年中繼續打球，其中包括參加競技網球錦標賽。16歲時，他決定專注於潛在的體育教練職業，因此他退出了網球運動。
與此同時，布魯克斯對音樂的興趣也始於很小的時候，他看到他的母親彈鋼琴。10歲那年，布魯克斯請她上鋼琴課。由於對古典樂曲缺乏興趣，他參加了一年的正規鋼琴課程，然後退出。幾年後，當他16歲時，他看到音樂家兼結他手Derrin Nauendorf在當地一家音樂俱樂部演奏。這激發了他拿起結他。使用他母親的舊古典結他，他開始在他的房間裡自學彈奏。 他在參加煉獄倖存者音樂節時，得到了各種音樂家的幫助。受到傑克·強森、傑森·瑪耶茲、布萊恩·亞當斯等藝術家的啟發，布魯克斯全身心投入音樂，開始練習唱歌和作曲。離開漢普郡的蒙巴頓中學後，他對吉他和音樂錄製的興趣使他在就讀Barton Peveril Sixth Form College期間專注於音樂技術課程。在大學音樂課和在家用自己的數字錄音機錄音之間，他開始製作自己的歌曲和翻唱，並在Myspace上走紅。

## Myspace和“也許明天”
經過一年的音樂製作學習，布魯克斯於2005年4月3日開設了自己的Myspace頁面，並開始在其中發布音樂。大約在這個時候，他還遇到了他的第一任經理史都華·杜格戴爾，後者將他簽入了Dugdale最近創辦的管理和工作室業務 South Star Music。布魯克斯在向杜格代爾購買音響設備時碰巧遇到了他。 在初次見面時，布魯克斯為達格代爾彈吉他，達格代爾對他很感興趣，並與他簽訂了一份管理協議。布魯克斯將使用達格代爾的小型錄音室開始錄製他的第一張EP《也許明天》。
在錄製專輯《Maybe Tomorrow》期間，布魯克斯開始通過他的Myspace頁面獲得人氣，這引起了其他經理和唱片公司的興趣。布魯克斯此時提出了簽署製作協議和唱片公司合同的提議，但由於擔心合同條款而沒有接受。
從Barton Peveril畢業後，布魯克斯就讀於巴斯大學，攻讀體育發展和教練教育學位。在巴斯大學的第一年，蒂姆·伯恩是英國其他製造商Steps和A1的經理，聯繫了他。在倫敦與伯恩會面後，布魯克斯與伯恩簽約成為他的新經理，並最終決定從巴斯大學退學，專注於他的音樂事業。
布魯克斯於2006年3月7日發行了他的第一張CD《Maybe Tomorrow》，並創建了自己的網站進行宣傳。他通過自己的網站和Myspace在線銷售了這張專輯。他還繼續在南安普敦和巴斯附近的小場地進行現場表演。

## 事業轉移到美國
在上大學攻讀教練學位期間，布魯克斯開始表示有興趣前往美國並在那裡演出。巴斯大學的一位美國教授埃里克·安德森幫助他安排了一次前往加利福尼亞州的長途旅行。2006年9月，布魯克斯首次前往美國，在加利福尼亞州和內華達州附近的小型場地巡迴演出，並與音樂界人士接觸。為了確保自己的演出，布魯克斯在小型俱樂部和聖地亞哥、三藩市、拉斯維加斯和洛杉磯的咖啡館。 在布魯克斯返回英國返回學校之前，這次自我管理的旅行持續了大約一個月。也是在這個月，他會見了他的下一任經理，金傑麥卡特尼，他是 傑西·麥卡特尼 的母親，他是前童星，獲得了唱片合約。
在加利福尼亞演出的經歷導致布魯克斯輟學並全職專注於音樂。回到英國後，蒂姆·伯恩 與布魯克斯進行了巡迴演出，為伯恩管理的另一支樂隊Journey South開團。這對布魯克斯來說是一個進步，他在“南之旅”巡演期間播放了2,000到2,500人的節目。
由於對美國產生了新的興趣和關注，布魯克斯開始前往加利福尼亞州，建立自己的職業生涯。他將管理層轉為Ginger McCartney，並為 Jesse McCartney 開啟巡迴演出，其中包括2007年4月連同Jesse McCartney和鍾拿斯兄弟的巡迴演出。由於無法負擔正式移居美國所需的簽證，布魯克斯在加利福尼亞州和英國之間分配了時間。他會一次前往加利福尼亞幾個月，然後返回英國一個月，然後再次返回加利福尼亞州。
在此期間，布魯克斯發行了另一張Acoustic Sessions EP，並繼續在Myspace中提高他的知名度。2008年，他在該網站上被宣佈為英國“排名第一的未簽名藝術家”，並在一年內獲得該稱號，同時積累了1100萬首歌曲播放量和100,000個人資料好友，儘管這些數字沒有官方證據。這種受歡迎程度幫助布魯克斯在2009年1月開始他的第一次正式巡演時在英國各地進行了演出，包括伯明翰的O2 Academy 3等場館。

## 環球 / Lava唱片和《我的星座》
2009年5月，布魯克斯在現任經理肯·克朗加德的幫助下，與傑森·弗洛姆簽署了 Lava 唱片和聯眾唱片的唱片合約。在他拒絕了各種唱片公司的報價以及其他交易失敗後，布魯克斯現在與一家主要唱片公司簽約。 在主要唱片公司的支持下，布魯克斯獲得了正式移居美國的簽證。他還開始製作他的第一張全長專輯《Constellation Me》。這張專輯的製作和錄製在洛杉磯和瑞典斯德哥爾摩進行；由幾位製作人製作，並使用了布魯克斯過去幾年一直在製作的材料。主打單曲《超人》是布魯克斯早期 Myspace 時代的一首歌曲，在該網站上很受歡迎。
作為女主角，目前正在參加《如果我能做夢》真人秀節目。《如果我能做夢》的攝製組錄製了音樂視頻製作，布魯克斯還參觀了《如果我能做夢》的房子，看看其他演員，但該活動沒有出現在節目中。 合作來自布魯克斯與西蒙富勒，《如果我能做夢》的創作者，他曾考慮讓布魯克斯參加演出。《我的星座》於2010年9月7日上映。這張專輯的宣傳很短暫，但包括布魯克斯在聖地亞哥的 Fox5 News 上首次亮相全國電視節目後來在San Diego 6上出現。

## 外部連結
- 官方网站
- YouTube上的喬·布魯克斯頻道